# Euxoa indentata
Euxoa indentata là một loài bướm đêm trong họ Noctuidae.